# Männer im Wasser
Männer im Wasser (Originaltitel: Allt flyter) ist eine schwedisch-deutsche Komödie von Måns Herngren aus dem Jahr 2008 über ein männliches Unihockey-Team, das sich für die Weltmeisterschaften im Synchronschwimmen vorbereitet.

## Handlung
Der schwedische Sportverband hat beschlossen, dass Frauen, Behinderte und talentierte Jugendliche bei der Vergabe von Trainingsplätzen permanente Bevorzugung erhalten. Dementsprechend verlieren Fredrik und seine Freunde die Trainingsmöglichkeit für ihr Hockeyteam. Ihr Hockeyteam ist eine der ältesten Mannschaften Schwedens und spielte einst, 1985, um Bronze bei den schwedischen Meisterschaften. Und von diesem Beinaheerfolg zehren die Mittvierziger noch heute. Nach einigen weiteren Demütigungen bei der Suche nach neuen Trainingsmöglichkeiten fällt die Junggesellenabschiedsfeier von Larry in der nahegelegenen Schwimmhalle umso feuchtfröhlicher und  wilder aus. Die Männer improvisieren eine Synchronschwimmshow und nehmen es auf Video auf. Als dieses auf Larrys Hochzeit gespielt wird, ist es der absolute Brüller und erhält dermaßen große Resonanz, dass eine reiche Frau auf die Idee kommt, die Männer für ihre Party anzuheuern. Und so bereiten sich die Freunde professionell für die Show vor. Leider zu professionell, denn als sie auf dem Society-Event ihre Show vorführen, wirkt alles einstudiert und verfügt über keinerlei Komik, weswegen nicht nur die Gastgeberin, sondern auch die Gruppe blamiert ist und übereifrig das Weite sucht.
Fredrik erkennt schnell, dass die Vorführung an ihrer Qualität scheiterte und die Gäste nicht bemerkten, wie gut sie waren. Als er seine Freunde davon überzeugen will, die Sportart zu wechseln, erfährt er nur Ablehnung, denn echte Männer machen keinen Frauensport. Mit Hilfe seiner Tochter Sara, die seit Jahren Synchronschwimmerin ist, erfährt Fredrik, dass Synchronschwimmen einst ein Männersport war, der erst seit den 1940er Jahren offiziell von Frauen ausgeführt werden durfte. Und wie es das Schicksal so will, findet bald die erste Weltmeisterschaft seit über 100 Jahren in Berlin statt. Mit diesem Ziel vor Augen schafft es Fredrik, seine Freunde zum Synchronschwimmen zu bewegen. Und mit der Hilfe seiner Tochter Sara erhalten die Männer eine neue Trainerin.
Dennoch erfahren die Freunde von allen Seiten Ablehnung. Neben der Tatsache, dass ihr Verein nicht vom Sportverband akzeptiert wird und sie nicht offiziell trainieren dürfen, erhalten sie selbst von den weiblichen Synchronschwimmern und deren Trainerin allerlei Spott und ähnliche Diskriminierungen. Ohne finanzielle Unterstützung lässt es sich auch schwer nach Berlin fahren. Trotz einiger Bedenken lassen sie sich deshalb von der schwullesbischen Pride-Vereinigung unterstützen.
Kurz vor der Reise nach Berlin erfährt Fredrik, dass lediglich acht Teilnehmer am Wettkampf teilnehmen dürfen. Er muss sich entscheiden, einen aus der Formation auf die Ersatzbank zu setzen. Doch neben der Problematik, dass die Nummern immer mit neun Teilnehmern erprobt wurden, weiß er nicht, wie er es Charles, dem unrhythmischsten Mitglied, beibringen soll, lediglich auf der Ersatzbank zu sitzen. In Berlin angekommen, meldet er Charles tatsächlich nicht an. Dies führt unweigerlich zum Streit, woraufhin sich alle entscheiden, gemeinsam zu neunt anzutreten, obwohl sie wissen, dass sie deshalb disqualifiziert werden.

## Kritik
Jan-Olov Andersson vom Aftonbladet kritisiert, dass Männer im Wasser ein Film voller verpasster Gelegenheiten ist (Över huvud taget är ”Allt flyter” de missade möjligheternas film) und zu viel über Geschlechterrollen und Klischees geredet werde (Här finns mycket att berätta om könsroller, fördomar).
Auf svd.se wurde eher nüchtern bemerkt, dass der Film ganz nett und harmlos sei und eher weder besonders anspruchsvoll, noch über die nötige Schärfe einer guten Komödie verfüge. (Det hela blir ganska snällt och oförargligt, inte särskilt sofistikerat men tyvärr också helt utan den extra skärpa.)
Wohlwollender wurde der Film auf corren.se kritisiert. Dort kam man zum Schluss, dass der Film lustig sei und es trotz weniger Höhepunkte Spaß mache zuzusehen, wie bleiche behaarte Männer versuchen anmutig zu wirken. (Det här är en rolig film. Och ja, det är lite sockersött här och där, men jag faller för det. Jag älskar alla blå bilder i vattnet, med skeva och rultiga, bleka och håriga medelålders manskroppar som försöker röra sig graciöst.)
Daniel M. Gold meinte in der New York Times, dass der Film vorhersehbar sei und für eine Sportkomödie eher unübliche Themen wie Arbeitslosigkeit, zerrüttete Familien und umgekehrte Diskriminierung verwende. Auch sei eher die Situation komisch als die Charaktere. (Predictable enough — “The Full Monty” meets “Blades of Glory” — the film, directed by Mans Herngren, is low-key and gently touches on issues not usually found in sports comedies: hard times, fragmented families, reverse discrimination. It’s the situations that are comical, not the characters.)

„Die Stärke der tragikomischen Underdog-Comedy liegt in der spielerischen Gegenüberstellung von Gegensätzen und der Balance zwischen Drama und Realsatire, in der ‚Normalität‘ der Darsteller. Wie die wasserscheuen Gestalten Anmut lernen und ihre feminine Seite entdecken, ‚Weiberkram‘ akzeptieren und sich in roten Badeanzügen verrenken, strapaziert die Lachmuskeln. Die liebenswerten Loser werden zwar ins kalte Wasser geworfen, gehen aber nie baden. Und das macht dieses Feel-Good-Movie so sympathisch.“

„Allzu grobem Unfug geht Männer im Wasser jedoch elegant aus dem Weg und baut auf milden, menschelnden Humor. Dieser geht zwar auf Kosten der Unbedarftheit der Figuren, missbraucht sie aber nicht als bloße Zielscheibe des Spotts. Der Vergleich mit sozialrealistischen britischen Komödien wie Ganz oder gar nicht (The Full Monty, 1997) bietet sich eher an als jener mit ‚großen‘ Sportfilmen, auch wenn Herngren mehr an maskulinen Neurosen als am Umfeld der Charaktere interessiert ist. Eine genuin skandinavische Note ist immer dann zu vernehmen, wenn Hollywood-Pathos ausbleibt. Herngren mag kein wirklich hell strahlendes Nordlicht gelungen sein, kein Film der großen Lacher, aber immerhin der kleinen Schmunzler.“

„Ein unaufdringliches Plädoyer für Toleranz und (Männer-)Freundschaft, das von einem homogenen Schauspielerensemble getragen wird und geschickt die Balance zwischen Unterhaltung und persönlich-sozialen Konflikten hält. Die stimmungsvollen Bilder und der atmosphärisch gut eingebundene Soundtrack runden ein mit kleinen Widerhaken versehenes ‚Feel Good Movie‘ ab.“

## Hintergrund
- Laut eigener Aussage orientierte sich Regisseur Måns Herngren stilistisch an den britischen Komödien Ganz oder gar nicht, Brassed Off – Mit Pauken und Trompeten und Die Commitments.[7]
- 2004 drehte die deutsche Regisseurin Barbara Gräftner die Doku Der Traum vom Schweben über drei männliche Synchronschwimmer auf ihrem Weg zur Teilnahme an deutschen Meisterschaften.[8]
- Für die Wasserszenen haben die Schauspieler, teilweise auch mit dem Regisseur, insgesamt sechs Monate im Synchronschwimmbecken trainiert.[9]

## Veröffentlichung
Nachdem der Film in Schweden seinen Kinostart bereits am 25. Dezember 2008 hatte, erschien er nach einigen Filmfesten, darunter dem Tribeca Film Festival und Seattle International Film Festival, in den USA am 12. Mai 2010 in den Kinos und in Deutschland am 19. August 2010.

## Ähnliche Filme danach
Das Thema Männer in der Midlife-Crises und das Ziel, an Synchronschwimmmeisterschaften teilzunehmen, haben später auch weitere Filme ganz ähnlich aufgegriffen:
- 2018: Swimming With Men (Großbritannien, Regie: Oliver Parker)[10]
- 2018: Ein Becken voller Männer (Belgien, Frankreich, Regie: Gilles Lellouche)[11]